# 魯斯 (北卡羅萊納州)
魯斯（英語：Ruth）是一個位於美國北卡羅萊納州拉瑟福縣的城鎮。

## 人口
根據2020年美國人口普查的數據，魯斯的面積為1.10平方千米，皆為陸地。當地共有人口347人，而人口密度為每平方千米315人。